# Trần Văn Hiệp
Trần Văn Hiệp (sinh ngày 20 tháng 9 năm 1965) là chính trị gia nước Cộng hòa xã hội chủ nghĩa Việt Nam. Ông nguyên là Phó Bí thư Tỉnh ủy, nguyên Bí thư Ban Cán sự Đảng, nguyên Chủ tịch Ủy ban nhân dân tỉnh Lâm Đồng và kiêm nhiệm các vị trí lãnh đạo hành pháp tỉnh Lâm Đồng. Ông nguyên là Thường vụ Tỉnh ủy, Trưởng ban Tuyên giáo Tỉnh ủy Lâm Đồng, Phó Trưởng ban Tuyên giáo Tỉnh ủy; Tỉnh ủy viên, Bí thư Huyện ủy, Chủ tịch Hội đồng nhân dân huyện Bảo Lâm, Lâm Đồng; Ủy viên Ban Thường vụ Trung ương Đoàn Thanh niên Cộng sản Hồ Chí Minh, Bí thư Tỉnh đoàn Lâm Đồng.
Trần Văn Hiệp là Đảng viên Đảng Cộng sản Việt Nam, học vị Cử nhân Ngữ văn, Cao cấp lý luận chính trị. Trong sự nghiệp của mình, ông có hơn 25 năm công tác ở lĩnh vực thanh niên ở Lâm Đồng và Trung ương Đoàn.

## Xuất thân và giáo dục
Trần Văn Hiệp sinh ngày 20 tháng 9 năm 1965 tại Phường 9, thành phố Đà Lạt, tỉnh Lâm Đồng; quê quán tại thôn Kỳ Lam, xã Điện Thọ, huyện Điện Bàn, tỉnh Quảng Nam. Ông lớn lên và theo học phổ thông tại Đà Lạt. Năm 1983 ông trúng tuyển CĐSP ĐàLạt Khoa Ngữ Văn. Tốt nghiệp CĐSP Đà Lạt năm 1986. Sau đó, ông tham gia công tác Đoàn và tiếp tục học tại chức tại Trường Đại học Khoa học xã hội nhân văn chuyên ngành Ngữ văn, tốt nghiệp Cử nhân Ngữ văn.
Ngày 28 tháng 10 năm 1995, ông được kết nạp Đảng Cộng sản Việt Nam, trở thành đảng viên chính thức vào ngày 28 tháng 10 năm 1996. Trong quá trình hoạt động Đảng và Nhà nước, ông theo học các khóa tại Học viện Chính trị Quốc gia Hồ Chí Minh, nhận bằng Cao cấp lý luận chính trị. Hiện nay, ông thường trú tại số nhà 242A, đường Yersin, Tổ dân phố 3, Phường 9, thành phố Đà Lạt, tỉnh Lâm Đồng.

## Sự nghiệp

### Thanh niên
Năm 1987, khi 22 tuổi, Trần Văn Hiệp bắt đầu sự nghiệp của mình với vị trí là Cán bộ Tỉnh đoàn Lâm Đồng. Đến 1992, ông được bầu làm Ủy viên Ban Chấp hành Tỉnh đoàn, Phó ban Thanh thiếu nhi trường học. Năm 1997, sau kỳ Đại hội Đoàn Thanh niên Cộng sản Hồ Chí Minh tỉnh Lâm Đông, ông được bầu làm Ủy viên Ban Thường vụ Tỉnh đoàn, Trưởng ban Thanh thiếu nhi trường học. Năm 2001, ông giữ vị trí Phó Bí thư Tỉnh đoàn. Đến năm 2004, trong kỳ Đại hội toàn quốc Đoàn Thanh niên Cộng sản Hồ Chí Minh, ông được bầu làm Ủy viên Ban Chấp hành, Ủy viên Ban Thường vụ Trung ương Đoàn khóa VIII. Ở Lâm Đồng, ông là Ủy viên Ban Chấp hành Tỉnh ủy Lâm Đồng, Bí thư Tỉnh đoàn Lâm Đồng. Tính đến năm 2008, ông có quãng thời gian dài công tác trong lĩnh vực thanh thiếu niên.

### Tổ chức địa phương
Năm 2008, Trần Văn Hiệp được điều động về địa phương, nhậm chức Tỉnh ủy viên, Bí thư Huyện ủy, Chủ tịch Hội đồng nhân dân huyện Bảo Lâm, đồng thời là Đại biểu Hội đồng nhân dân tỉnh Lâm Đồng. Tháng 5 năm 2014, ông được điều lên Tỉnh ủy, nhậm chức Phó Trưởng ban Tuyên giáo Tỉnh ủy Lâm Đồng. Ngày 16 tháng 10 năm 2015, tại Đại hội Đảng bộ tỉnh Lâm Đồng khóa X nhiệm kỳ 2015 – 2020, ông được bầu làm Tỉnh ủy viên, Ủy viên Ban Thường vụ Tỉnh ủy, Trưởng ban Tuyên giáo Tỉnh ủy, kiêm Trưởng ban Văn hóa – Xã hội, Hội đồng nhân dân tỉnh Lâm Đồng. Ngày 30 tháng 9 năm 2019, Ban Bí thư Trung ương chuẩn y bầu cử của Ban Chấp hành Tỉnh ủy Lâm Đồng, Trần Văn Hiệp nhậm chức Phó Bí thư Tỉnh ủy Lâm Đồng.

### Chủ tịch Lâm Đồng
Ngày 15 tháng 10 năm 2020, Đại hội Đảng bộ tỉnh Lâm Đồng khóa XII diễn ra, Trần Văn Hiệp tiếp tục được bầu làm Tỉnh ủy viên, Thường vụ Tỉnh ủy, Phó Bí thư Tỉnh ủy Lâm Đồng nhiệm kỳ 2020 – 2025. Ngày 18 tháng 11 năm 2020, Hội đồng nhân dân tỉnh Lâm Đồng khóa IX đã tổ chức Kỳ họp thứ 16, bầu các chức vụ Ủy ban nhân dân tỉnh. Tại kỳ họp, các đại biểu đã biểu quyết đồng ý miễn nhiệm chức vụ Chủ tịch tỉnh Lâm Đồng đối với Đoàn Văn Việt. Với số phiếu bầu đạt 97,01%, Trần Văn Hiệp được bầu làm Chủ tịch Ủy ban nhân dân tỉnh Lâm Đồng nhiệm kỳ 2016 – 2021. Ngày 26 tháng 11, Thủ tướng Nguyễn Xuân Phúc đã phê chuẩn vị trí Chủ tịch Lâm Đồng của Trần Văn Hiệp. Khi chính thức nhậm chức, ông đã phát biểu nỗ lực đưa Lâm Đồng trở thành tỉnh khá của Việt Nam.

## Khen thưởng
Trong sự nghiệp, Trần Văn Hiệp được trao một số giải thưởng như:
- Huy chương Vì thế hệ trẻ;
- Hai Bằng khen Thủ tướng Chính phủ;

## Bị khởi tố và bắt tạm giam
Chiều 2/1/2024, trung tướng Tô Ân Xô, người phát ngôn Bộ Công an, cho biết ông Hiệp bị Cơ quan Cảnh sát điều tra Bộ Công an (C03) khởi tố, bắt tạm giam về tội Nhận hối lộ theo khoản 4 Điều 354 Bộ luật Hình sự. Vụ án thuộc diện Ban chỉ đạo Trung ương về phòng chống tham nhũng, tiêu cực theo dõi, chỉ đạo.